# Kenia en los Juegos Olímpicos de Atenas 2004
Kenia estuvo representada en los Juegos Olímpicos de Atenas 2004 por un total de 46 deportistas que compitieron en 4 deportes.  
La portadora de la bandera en la ceremonia de apertura fue la jugadora de voleibol Violet Barasa.

## Medallistas
El equipo olímpico keniano obtuvo las siguientes medallas:
| Nombre              | Deporte   | Competición             |
| ------------------- | --------- | ----------------------- |
| Oro                 |           |                         |
| Ezekiel Kemboi      | Atletismo | 3000 m con obstáculos M |
| Plata               |           |                         |
| Bernard Lagat       | Atletismo | 1500 m M                |
| Brimin Kipruto      | Atletismo | 3000 m con obstáculos M |
| Isabella Ochichi    | Atletismo | 5000 m F                |
| Catherine Ndereba   | Atletismo | Maratón F               |
| Bronce              |           |                         |
| Paul Kipsiele Koech | Atletismo | 3000 m con obstáculos M |
| Eliud Kipchoge      | Atletismo | 5000 m M                |